# Mamma ho perso il lavoro
Mamma ho perso il lavoro è una commedia del 2008 diretta da Vince Di Meglio con Liv Tyler e Diane Keaton nel ruolo delle protagoniste: Clare e Marilyn Cooper.

## Trama
Noah Cooper (Dax Shepard) e la moglie Clare (Liv Tyler) sono due giovani che cercano di avere un figlio.
Lei è insegnante, lui un fisioterapista. Un giorno Noah viene licenziato dall'ufficio dove ha lavorato per molti anni. Quando arriva a casa scopre che il cugino di sua moglie, Myron Stubbs (Mike White), si è trasferito a casa loro. Più tardi quella sera arriva anche sua madre Marilyn (Diane Keaton) con i suoi cinque cani e chiede se può rimanere. Anche se Noah è contrariato, le  permette di rimanere. Scopre che sua madre ha lasciato il padre, Gene (Ken Howard), poiché sospetta che lui abbia una relazione. Noah e Marilyn sono assunti in un negozio di tappeti, ma a causa del comportamento di Marilyn, entrambi vengono licenziati. Nel frattempo lui tenta di boicottare i tentativi di avere un figlio e il rapporto con Clare si deteriora, inoltre quando lei scopre il boicottaggio lo lascia. Marilyn spia il marito e, durante un incontro, lui confessa di averla tradita due volte. A causa della confessione la nonna di Noah, Helen Cooper (Selma Stern), muore e al funerale Noah e Maryiln discutono. Noah si commuove alle parole di sua madre e si rende conto che la sua decisione di non avere un bambino era sbagliata, va da Clare per scusarsi e i due fanno pace.
Marylin e Myron vanno a vivere insieme.
All'inizio dei titoli di coda si sente l'audio di una telefonata di Noah alla madre che fa capire che i ragazzi hanno avuto un erede.